# Air Tahiti
Société Air Tahiti Société Anonyme là một hãng hàng không khu vực với trụ sở đóng ở sân bay quốc tế Faa'a, thuộc Faa'a, Tahiti, Polynésie thuộc Pháp, gần Papeete. Mạng lưới của Air Tahiti bao gồm 46 hòn đảo trong Polynésie thuộc Pháp, cộng với các hòn đảo Rarotonga. Cơ sở chính của nó là sân bay quốc tế Faa'a.
Hãng hàng không được thành lập và bắt đầu hoạt động vào năm 1953 với tên Réseau Aérien Interinsulaire (RAI), khi chính phủ của Polynesia thuộc Pháp đã tiếp quản các hoạt động của tư nhân nhỏ hãng Air Tahiti, lập từ năm 1950. Năm 1958 RAI đã được thực hiện trên của TAI hãng hàng không Pháp (sau này UTA). Tên Air Polynésie đã được thông qua vào năm 1970, với sự thay đổi hơn nữa bản sắc Air Tahiti thực hiện trong tháng 1 năm 1987, [2] khi UTA bán các cổ phần của mình trong không khí Polynesie các cổ đông trong nước. Trong tháng 1 năm 1987 chiếc máy bay ATR thay thế trước đó bằng máy bay Fokker. Trong năm 2003, hãng hàng không đã vận chuyển gần 729.000 hành khách.
Air Tahiti có 1.018 nhân viên (tháng 3 năm 2007) và thuộc sở hữu của Chính quyền Polynésie thuộc Pháp (13,7%), Socredo Ngân hàng (13,4%), nhân viên (8,4%), cổ đông tư nhân (33,5), Air France (7,48%) và phần còn lại của nhà đầu tư khác là tổ chức.

## Điểm đến
Air Tahiti hoạt động dịch vụ cho các điểm đến trong nước sau đây dự kiến (tháng 1 năm 2005): Ahe, Anaa, Apataki, Arutua, Atuona, Bora Bora, Fakarava, Quần đảo Gambier, Hao (Focus City), Huahine, Katiu, Kauehi, Kaukura Atoll, Makemo, Manihi, Mataiva, Maupiti, Moorea, Napuka, Nuku Hiva, Papeete (chính), Puka-Puka, Raiatea, Rairua, Raivavae, Rangiroa, Rurutu, Takapoto, Takaroa, Tikehau Atoll, Tubuai, Ua Huka, và Ua Pu.